# Памятник Достоевскому (Санкт-Петербург)
Памятник писателю Ф. М. Достоевскому установлен в Санкт-Петербурге на Владимирской площади в Центральном районе города.

## История
Автор памятника — Любовь Михайловна Холина — создала эскиз гранитного памятника Достоевскому ещё в 1956 г. и в течение нескольких последующих лет дорабатывала его, но по разным причинам время для установки памятника ещё не настало. Лишь 31 октября 1988 г. Исполком Ленсовета издал постановление, по которому Главное Управление культуры, Ленинградские организации Союзов архитекторов и художников РСФСР объявили о проведении конкурса на разработку проекта памятника Ф. М. Достоевскому. Всего на конкурс было представлено 12 проектов, и первую премию получила работа Л. М. Холиной и архитектора В. А. Петрова. Однако этот проект не был осуществлён, поскольку потребовалось заменить гранитную скульптуру писателя на бронзовую.
Необходимые изменения в проект были внесены в 1993—1994 гг. с участием сына и внука Л. М. Холиной: художника Петра Александровича и скульптора Павла Петровича Игнатьевых. Разработанный эскиз скульптуры Достоевского был отлит в бронзе на заводе «Монументскульптура».
Место установки памятника было выбрано по инициативе Музея Ф. М. Достоевского и главного художника города И. Г. Уралова: бульвар Большой Московской улицы около церкви Владимирской иконы Божией Матери рядом с домом на углу Кузнечного переулка и Ямской (Достоевского) улицы: именно здесь Достоевский окончил свои дни.
Памятник был открыт 30 мая 1997 г. Каждую первую субботу июля рядом с памятником открываются Дни Достоевского в Санкт-Петербурге.
Бронзовая фигура Достоевского высотой 2 м изображена сидящей, в напряжении работы над своим произведением. Взгляд писателя обращён к церкви Владимирской Божией матери. Скульптура установлена на гранитный постамент высотой 1,5 м. На постамент нанесена простая врезными тонированными буквами надпись «Достоевскому».